# Lotus azoricus
Espèce
Synonymes
- Lotus macranthus sensu auct.[2]

Lotus azoricus est une espèce de plantes à fleurs de la famille des Fabacées et du genre des Lotus.